# Libro de Taliesin
El Llyfr Taliesin (Libro de Taliesin en galés) es uno de los manuscritos galeses más famosos. Está datado en la primera mitad del siglo XIV (otros autores proponen el año 1275), aunque se cree que la mayoría de sus poemas son mucho más antiguos. El manuscrito está custodiado en la Biblioteca Nacional de Gales de Aberystwyth con la signatura Peniarth MS 2. Se conserva incompleto tras haber perdido algunas hojas, incluida la primera.
El volumen contiene una colección de algunos de los más antiguos poemas en galés, muchos de ellos atribuidos al poeta casi mítico Taliesin, activo durante el siglo VI. Otros poemas reflejan un estilo particular, heredero tanto de los textos latinos como de la tradición celta de Gales. Parece que un único amanuense compuso el volumen, probablemente en Glamorgan, aprovechando otros textos y atribuyendo poemas anónimos a Taliesin, que para entonces representaba el paradigma del sabio profeta y mago.
En el manuscrito se recogen también varios poemas galeses, entre los que destacan: 
- Armes Prydain Fawr («La profecía de Bretaña»), atribuido a un clérigo del sur de Gales deseoso de conseguir una alianza con el rey de la futura Inglaterra llevando el estandarte de san David. Este texto parece referirse a la derrota en el año 937 de una coalición contra el rey Athelstan de Inglaterra en la batalla de Brunanburh.[5]
- Preiddeu Annwfn («El botín de Annwfn»), que relata la travesía del Rey Arturo y sus guerreros a través del mar hacia Caer Siddi («castillo de las hadas») para ganar diversos tesoros, como un caldero mágico.
- Varias elegías a Urien, Owein, Cunedda y Dylan Eil Ton, héroes, guerreros y gobernantes galeses.

También incluye algunas de las primeras menciones en lengua vernácula a las hazañas de Hércules y Alejandro Magno. El estilo de los poemas varía entre el profético, mitológico, religioso e histórico.